# Парламентские выборы во Франции (2024)
Первый тур внеочередных парламентских выборов во Франции прошёл 30 июня 2024 года, второй тур прошёл 7 июля (для части заморских территорий и посольств в других странах на день раньше). Выборы были назначены в июне 2024 года, когда президент страны Эмманюэль Макрон распустил Национальное собрание в связи с выборами в Европарламент, на которых французские ультраправые победили и опередили правящую коалицию.
В первом туре ультраправая партия «Национальное объединение» Марин Ле Пен и её союзники стали победителем, набрав более 33 % голосов и выиграв 39 мест. Всего в первом туре было избрано 76 депутатов. Во второй тур вышло 444 кандидата от «Национального объединения» и союзников, 415 кандидатов от левого Нового народного фронта, 321 кандидат от либеральной коалиции «Вместе за Республику», поддерживающей президента Эмманюэля Макрона, 88 кандидатов от партии «Республиканцы» или других правых (по классификации газеты «Le Monde»). Таким образом, по данным первого тура, помимо округов, где во второй тур вышло по два кандидата, в 306 округах вышло во второй тур по три кандидата, а в пяти — по четыре. После добровольных снятий 134 левых и 82 либеральных кандидатов второй тур с тремя кандидатами прошёл в 89 округах, а с четырьмя — в двух.
Второй тур показал неожиданные результаты: хотя ни одна из коалиций не набрала абсолютного большинства, левые кандидаты Нового народного фронта набрали относительное большинство мандатов, второе место заняла либеральная коалиция «Вместе за Республику», а партия «Национальное объединение» оказалась всего лишь на третьем месте по числу мест. Премьер-министр Габриэль Атталь объявил о своей отставке с 8 июля. 8 июля президент Макрон отказался принять отставку Атталя, но затем принял её 16 июля. 5 сентября формирование нового правительства было поручено Мишелю Барнье.

## Предыстория
По результатам прошлых парламентских выборов пропрезидентская коалиция «Вместе» потеряла абсолютное большинство в Национальном собрании, в то же время значительных успехов добились левый «Новый народный экологический и социальный союз» и ультраправое «Национальное объединение». Ни одна из партий или коалиций не получила абсолютного большинства, из-за чего во Франции впервые с 1988 года образовался подвешенный парламент. Данная ситуация приводила к неоднократному использованию статьи 49.3 конституции Франции, позволяющей правительству принимать законы без согласия парламента. По состоянию на декабрь 2023 года правительство Элизабет Борн сделало это 23 раза.
Вечером 9 июня 2024 года Эммануэль Макрон распустил Национальное собрание и назначил внеочередные парламентские выборы на 30 июня и 7 июля соответственно. Решение президента было связано с победой «Национального объединения» на выборах в Европейский парламент, на которых партия самого Макрона заняла второе место. Роспуск парламента Макрон прокомментировал следующим образом: «Я не смогу сделать вид, что ничего не произошло. К этой ситуации добавляется лихорадка, которая охватила общественные и парламентские дебаты в нашей стране в последние годы…».
Лидер ультраправых Жордан Барделла 9 июня, как только стали известны первые результаты выборов в Европарламент, призвал президента «констатировать эту новую политическую реальность… и организовать новые парламентские выборы». Основатель левой партии «Непокорённая Франция» (НФ) Жан-Люк Меланшон с одобрением отнёсся к известиям о досрочных выборах, написав в социальной сети X, что Макрон «больше не обладает легитимностью для проведения своей политики социальных злоупотреблений, климатического бездействия и разжигания войны». Реагируя на роспуск парламента Франсуа Рюффен призвал лидеров всех левых политических сил (включая «Экологистов») объединиться для участия в выборах в широкую коалицию «Новый народный фронт». С аналогичными призывами также выступили руководители Французской коммунистической партии (ФКП; Фабьен Руссель), «Экологистов» (Марин Тонделье) и Социалистической партии (СП; Оливье Фор).

## Избирательная система
| Число избирательных округов, где во второй тур вышло по 3 или 4 кандидата (до добровольного снятия кандидатур) | Число избирательных округов, где во второй тур вышло по 3 или 4 кандидата (до добровольного снятия кандидатур) | Число избирательных округов, где во второй тур вышло по 3 или 4 кандидата (до добровольного снятия кандидатур) | Число избирательных округов, где во второй тур вышло по 3 или 4 кандидата (до добровольного снятия кандидатур) | Число избирательных округов, где во второй тур вышло по 3 или 4 кандидата (до добровольного снятия кандидатур) |
| Год | | | | |
| --- | --- | --- | --- | --- |
| 1988 | | | 11 | |
| 1993 | | | 15 | |
| 1997 | | | 105 | |
| 2002 | | | 10 | |
| 2007 | | | 1 | |
| 2012 | | | 46 | |
| 2017 | | | 1 | |
| 2022 | | | 8 | |
| 2024 | | | 311 | |

577 депутатов Национального собрания избираются сроком на 5 лет по системе с двумя турами в одномандатных округах. Кандидат, который набрал в первом туре абсолютное большинство действительных голосов и более 25 % от всех зарегистрированных избирателей округа, считается избранным. В ином случае организуется второй тур, в который проходят кандидаты, занявшие первые два места в первом туре, а также все кандидаты, набравшие не менее 12,5 % от всех зарегистрированных избирателей округа. Кандидат, набравший относительное большинство во втором туре, считается избранным.
Из-за порога в 12,5 % от избирателей округа существует возможность, что во второй тур выйдет более двух кандидатов, если явка высокая, а количество кандидатов ограничено, и такая ситуация была более ожидаема в 2024 году по сравнению с предыдущими выборами. В таких округах преимущество имеет победитель первого тура, которым в большинстве округов ожидалась партия «Национальное объединение», так как для победы во втором туре требуется набрать лишь относительное большинство, а не больше 50 %.
Опросы общественного мнения показывали, что на выборах ожидается высокая явка с необычно поляризированным голосованием между тремя коалициями. Предвыборные оценки сходились на том, что потенциальное количество вторых туров между тремя кандидатами станет беспрецедентным, и по итогам первого тура по 3 кандидата вышли во второй тур в 306 округах, а в 5 округах — по 4 кандидата. После добровольных снятий кандидатур по 3 кандидата осталось в 89 округах, и по 4 кандидата — в 2 округах. Это первый с 1973 года случай, когда на французских парламентских выборах потребовался второй тур с 4 кандидатами.

## Результаты
Результаты ниже соответствуют классификации альянсов Министерства внутренних дел, и они могут отличаться от показателей в других источниках.
|                                               |                                   |            |            |            |            |            |            |            |       |  |  |  |  |  |
| Партии и коалиции                             | Партии и коалиции                 | Первый тур | Первый тур | Первый тур | Второй тур | Второй тур | Второй тур | Всего мест | +/-   |  |  |  |  |  |
| Партии и коалиции                             | Партии и коалиции                 | Голосов    | %          | Мест       | Голосов    | %          | Мест       | Всего мест | +/-   |  |  |  |  |  |
|                                               | Новый народный фронт              | 9 042 485  | 28,21      | 32         | 7 040 198  | 25,81      | 148        | 180        | ▲49   |  |  |  |  |  |
|                                               | «Вместе за Республику»            | 6 820 446  | 21,28      | 2          | 6 692 358  | 24,53      | 157        | 159        | ▼86   |  |  |  |  |  |
|                                               | «Национальное объединение»        | 9 379 092  | 29,26      | 37         | 8 745 140  | 32,05      | 88         | 125        | ▲36   |  |  |  |  |  |
|                                               | «Республиканцы»                   | 2 106 166  | 6,57       | 1          | 1 474 721  | 5,41       | 38         | 39         | ▼25   |  |  |  |  |  |
|                                               | Разные правые                     | 1 154 785  | 3,60       | 2          | 980 547    | 3,59       | 25         | 27         | ▲17   |  |  |  |  |  |
|                                               | Союз крайне правых                | 1 268 822  | 3,96       | 1          | 1 364 944  | 5,00       | 16         | 17         | новая |  |  |  |  |  |
|                                               | Разные левые                      | 490 898    | 1,53       | 0          | 401 063    | 1,47       | 12         | 12         | ▼9    |  |  |  |  |  |
|                                               | Регионалисты                      | 310 727    | 0,97       | 0          | 288 201    | 1,06       | 9          | 9          | ▼1    |  |  |  |  |  |
|                                               | Разные центристы                  | 391 423    | 1,22       | 0          | 177 164    | 0,65       | 6          | 6          | ▲2    |  |  |  |  |  |
|                                               | Экологисты                        | 182 478    | 0,57       | 0          | 37 808     | 0,14       | 1          | 1          | ▲1    |  |  |  |  |  |
|                                               | Независимые кандидаты             | 142 871    | 0,45       | 0          | 38 025     | 0,14       | 1          | 1          | ▬0    |  |  |  |  |  |
|                                               | Разные ультраправые               | 59 679     | 0,19       | 1          | 23 216     | 0,09       | 0          | 1          | ▲1    |  |  |  |  |  |
|                                               | Разные ультралевые                | 366 594    | 1,14       | 0          |            |            |            | 0          | ▬0    |  |  |  |  |  |
|                                               | «Отвоевание»                      | 238 934    | 0,75       | 0          |            |            |            | 0          | ▬0    |  |  |  |  |  |
|                                               | Суверенистские правые             | 90 110     | 0,28       | 0          | 18 672     | 0,07       | 0          | 0          | ▼1    |  |  |  |  |  |
|                                               | Радикальная левая партия          | 12 434     | 0,04       | 0          |            |            |            | 0          | ▼1    |  |  |  |  |  |
| Общая информация                              |                                   |            |            |            |            |            |            |            |       |  |  |  |  |  |
| Действительных бюллетеней                     | Действительных бюллетеней         | 32 057 944 | 97,41      |            | 27 282 062 | 94,50      |            |            |       |  |  |  |  |  |
| Недействительных бюллетеней                   | Недействительных бюллетеней       | 267 803    | 0,81       |            | 395 735    | 1,37       |            |            |       |  |  |  |  |  |
| Пустых бюллетеней                             | Пустых бюллетеней                 | 582 908    | 1,77       |            | 1 192 643  | 4,13       |            |            |       |  |  |  |  |  |
| Всего                                         | Всего                             | 32 908 655 | 100,00     | 76         | 28 870 430 | 100,00     | 501        | 577        |       |  |  |  |  |  |
| Зарегистрировано избирателей/явка             | Зарегистрировано избирателей/явка | 49 332 709 | 66,71      |            | 43 328 520 | 66,63      |            |            |       |  |  |  |  |  |
| Источник: Министерство внутренних дел Франции |                                   |            |            |            |            |            |            |            |       |  |  |  |  |  |

### Комментарии
1. ↑  Лидером коалиции «Вместе за Республику» является Стефан Сежурне. Однако кампанию ведёт премьер-министр Габриэль Атталь.
2. 1 2  Наименование «союз крайне правых» используется Министерством внутренних дел для описания отколовшейся фракции партии «Республиканцы» во главе с Эриком Сьотти, поддержанной партией «Национальное объединение».
3. ↑  Прошлое число мест соответствует блоку-предшественнику NUPES.
4. ↑  Включает коды от МВД UG («Союз левых»), FI, SOC, VEC и COM. Газета Le Monde приписывает коалиции 182 места.
5. ↑  Включает коды от МВД ENS, REN, MDM, HOR и UDI. Газета Le Monde приписывает коалиции 168 мест.